# Cultuurschok

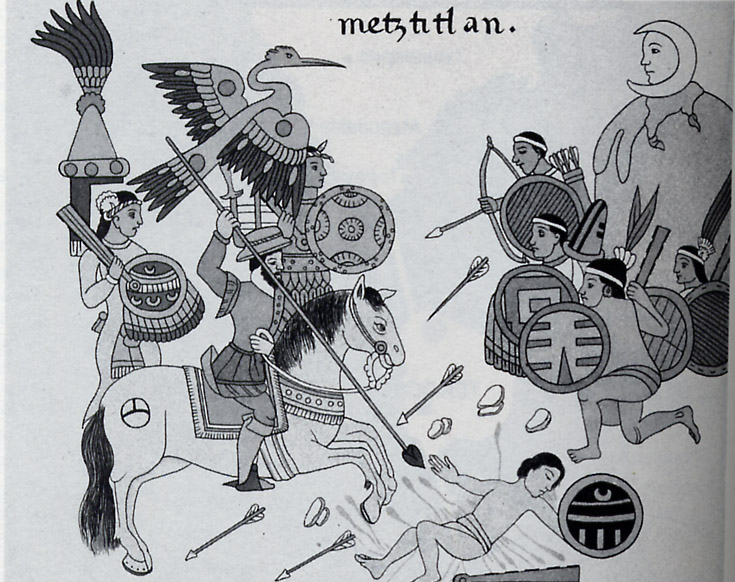
De Azteken waren geschokt door de aankomst van veroveraars met staal en paarden, waardoor ze de Europeanen verwarden met profeten uit het oosten.

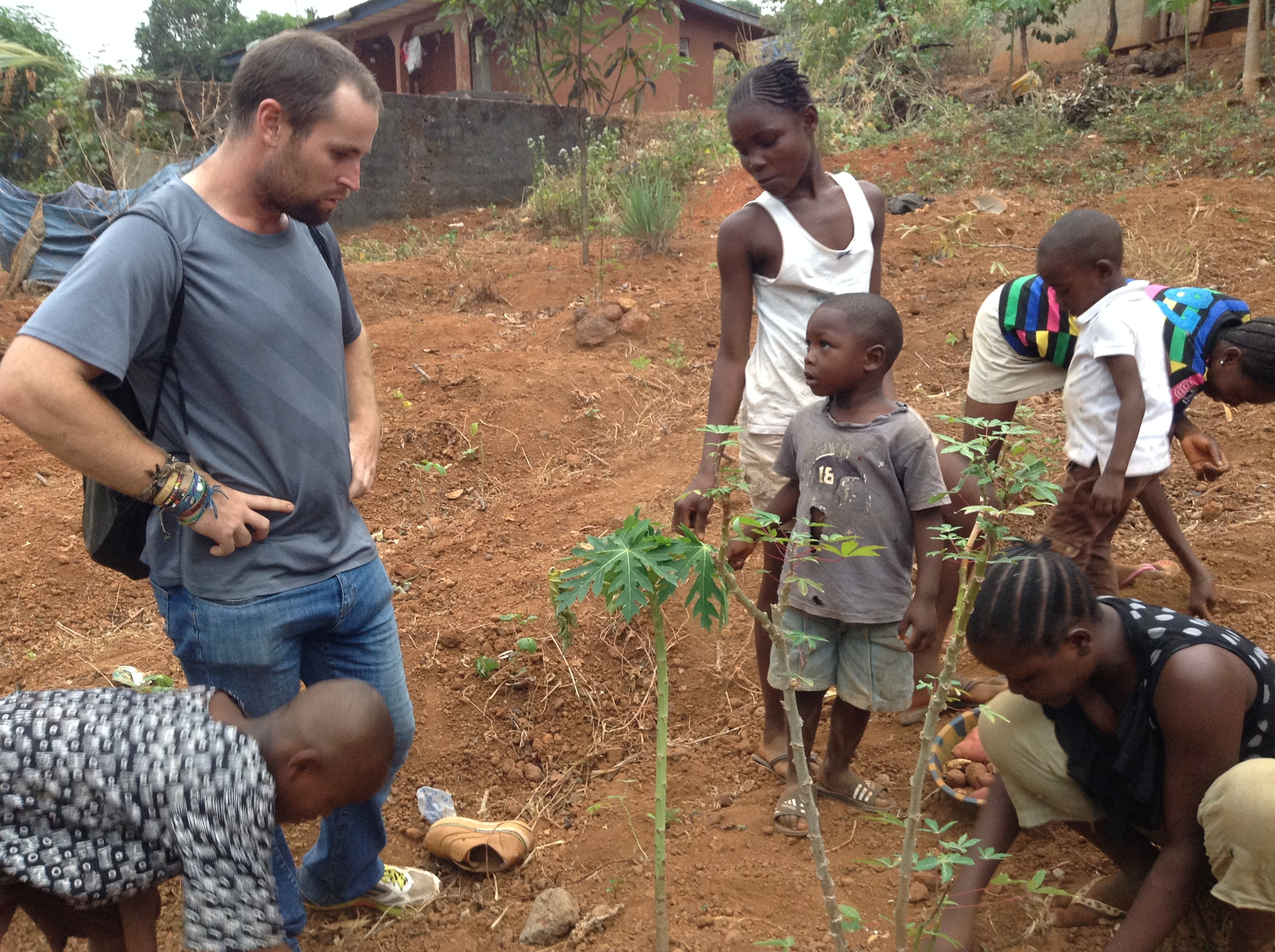
Reiziger uit Australië op bezoek bij een kleine boerderij in Sierra Leone.

Een cultuurschok is een ervaring die iemand kan hebben wanneer hij of zij verhuist naar een andere culturele omgeving. Het is ook de persoonlijke desoriëntatie die een persoon kan voelen wanneer hij of zij een onbekende manier van leven ervaart als gevolg van emigratie of een bezoek aan een nieuw land, een verandering van sociale omgeving of gewoon de overgang naar een ander soort leven. 
Een van de meest voorkomende oorzaken van cultuurschok betreft personen in een vreemde omgeving. Een cultuurschok bestaat meestal uit ten minste een van de vier verschillende fasen: wittebroodsweken, onderhandeling, afstelling en aanpassing.
Veel voorkomende problemen zijn: informatiestress, taalbarrière, generatiekloof, technologiekloof, onderlinge afhankelijkheid van vaardigheden, afhankelijkheid van formulering, culturele heimwee, verveling (baanafhankelijkheid), etniciteit, ras, huidskleur, reactievermogen. 
Er is niet echt een goede manier om een cultuurschok volledig te voorkomen, aangezien individuen in elke samenleving op een andere manier persoonlijk worden beïnvloed door culturele contrasten.
Studenten ervaren dikwijls ook een cultuurshock als ze deelnemen aan studieprogramma's in het buitenland. Uit onderzoek naar ervaringen in het buitenland blijkt dat plaatselijke steun voor deze studenten hen kan helpen bij het overwinnen van de uitdagingen en fasen van een cultuurschok. 
Zoals vermeld in een studie van Young, heeft het ongemak dat wordt ervaren door een cultuurschok langdurige gevolgen. Daarom kunnen universiteiten met goed doordachte programma's die studenten ondersteunen tijdens het studieprogramma in het buitenland, inclusief voorbereiding en hulp achteraf, de uitdagingen veroorzaakt door een cultuurschok verlichten, zorgen voor algemene ontwikkeling en helpen bij de overgang terug naar de thuiscultuur.

## Vierfasenmodel van Oberg

Volgens het acculturatiemodel zullen mensen in eerste instantie (1) wittebroodsweken hebben en daarna (2) een overgangsperiode, dat wil zeggen een culturele schok. Maar dan, na enige tijd en misschien met hulp van lokale mensen, zullen mensen zich beginnen in te stellen (3). En (4) verwijst naar sommige mensen die terugkeren naar hun eigen plaats en zich opnieuw aanpassen aan de oude cultuur.

Kalervo Oberg stelde zijn model van culturele aanpassing voor het eerst voor in een lezing voor de Women's Club van Rio de Janeiro in 1954.

### Wittebroodsweken
In deze periode worden de verschillen tussen de oude en de nieuwe cultuur in een romantisch daglicht ervaren. Als iemand bijvoorbeeld naar een nieuw land verhuist, kan hij of zij het nieuwe eten lekker vinden, of houden van het tempo van het leven en de gewoonten van de lokale bevolking. De eerste weken zijn de meeste mensen gefascineerd door de nieuwe cultuur. Ze gaan om met lokale mensen die hun taal spreken en die beleefd zijn tegen buitenlanders. Zoals de meeste wittebroodsweken eindigt deze fase uiteindelijk.

### Onderhandeling
Na enige tijd (meestal ongeveer drie maanden, afhankelijk van de persoon) worden de verschillen tussen de oude en de nieuwe cultuur duidelijk en kan bezorgdheid en angst ontstaan. De initiële opwinding kan uiteindelijk plaatsmaken voor onplezierige gevoelens van frustratie en woede als men ongunstige gebeurtenissen blijft meemaken die als vreemd en frustrerend voor iemands culturele houding kunnen worden ervaren. 
Taalbarrières, grote verschillen in openbare hygiëne, verkeersveiligheid, voedseltoegankelijkheid en kwaliteit kunnen het gevoel van vervreemding met de omgeving versterken.
Hoewel de overplaatsing naar een andere omgeving een bijzondere druk legt op de communicatieve vaardigheden, zijn er ook praktische problemen die moeten worden overwonnen, zoals verstoring van het circadiaan ritme, wat vaak leidt tot slapeloosheid en slaperigheid bij daglicht; aanpassing van de darmflora aan verschillende bacterieniveaus en -concentraties in voedsel en water; problemen bij het zoeken naar een behandeling voor ziekte, omdat medicijnen andere namen kunnen hebben dan die in het land van herkomst en dezelfde actieve ingrediënten moeilijk te herkennen zijn. Ook kunnen juridische of financiële problemen aan het licht komen die zijn ontstaan door taalbarrieres en onbekendheid; men krijgt bijvoorbeeld na enkele maanden een forse boete vanwege een verkeerde belastingaangifte, er blijken opeens extra kosten waardoor het dagelijks leven duurder is dan verwacht, men blijkt geen recht op een toeslag te hebben en die wordt teruggevorderd.
Toch is de belangrijkste verandering in de periode de communicatie: mensen die zich aanpassen aan een nieuwe cultuur voelen zich vaak eenzaam en hebben heimwee omdat ze nog niet gewend zijn aan de nieuwe omgeving en omdat ze dagelijks mensen ontmoeten die ze niet kennen. De taalbarrière kan een groot obstakel worden bij het aangaan van nieuwe relaties: er moet speciale aandacht worden besteed aan de eigen en andermans cultuurspecifieke Lichaamstaalsignalen, taalfouten, conversatietoon, taalkundige nuances en gebruiken, en valse vrienden.
In het geval van studenten die in het buitenland studeren, ontwikkelen sommigen extra symptomen van eenzaamheid die uiteindelijk hun levensstijl als geheel beïnvloeden. Vanwege de spanning van het leven in een ander land zonder ouderlijke steun, voelen internationale studenten zich vaak angstig en voelen ze meer druk terwijl ze zich aanpassen aan nieuwe culturen - vooral wanneer de culturele afstanden groot zijn, omdat patronen van logica en spraak verschillend zijn.

### Afstelling
Vervolgens, na enige tijd (meestal 6 tot 12 maanden) raakt men gewend aan de nieuwe cultuur en ontwikkelt men eigen routines. Men weet in de meeste gevallen wat men kan verwachten en het gastland voelt niet meer zo nieuw aan. Men gaat zich weer bezighouden met het leven van alledag en de dingen worden meer "normaal". Men begint probleemoplossende vaardigheden te ontwikkelen om met de cultuur om te gaan en begint de gewoonten van de cultuur te accepteren. De cultuur begint logisch te worden en negatieve reacties op de cultuur worden verminderd.

### Aanpassing
In de aanpassingsfase zijn individuen in staat volledig en comfortabel deel te nemen aan de gastcultuur. Aanpassing betekent niet totale bekering; mensen behouden vaak veel eigenschappen uit hun vroegere cultuur, zoals accenten en talen. Het wordt vaak de biculturele fase genoemd.

## Ontwikkeling
Gary R. Weaver schreef dat cultuurschok "drie fundamentele oorzakelijke verklaringen" heeft: verlies van bekende signalen, het uiteenvallen van interpersoonlijke communicatie en een identiteitscrisis. Peter S. Adler benadrukte de psychologische oorzaken. Tema Milstein schreef dat het positieve effecten kan hebben.

## Omgekeerde cultuurshock
Omgekeerde cultuurschok (ook bekend als "re-entry shock" of "eigen cultuurschok") kan ook plaatsvinden. Terugkeren naar de eigen cultuur nadat men gewend is geraakt aan een nieuwe kan dezelfde effecten hebben als hierboven beschreven. Dit komt door de psychosomatische en psychologische gevolgen van het aanpassingsproces aan de primaire cultuur. De getroffen persoon vindt dit vaak verrassender en moeilijker om mee om te gaan dan de oorspronkelijke cultuurschok. Ook de omgeving zal sneller met onbegrip reageren. 
Dit fenomeen, de reacties die leden van de herintredende cultuur vertonen ten opzichte van de herintredende persoon, en de onvermijdelijkheid van de twee zijn samengevat in het volgende gezegde, ook de titel van een boek van Thomas Wolfe: You Can't Go Home Again.
Omgekeerde cultuurschok bestaat over het algemeen uit twee delen: idealisering en verwachtingen. Wanneer we een langere tijd in het buitenland doorbrengen, concentreren we ons op het goede uit ons verleden, vergeten we het slechte en creëren we een geïdealiseerde versie van het verleden. Ten tweede, als we eenmaal uit onze vertrouwde omgeving zijn gehaald en in een vreemde zijn geplaatst, nemen we ten onrechte aan dat onze vorige wereld niet is veranderd. We verwachten dat de dingen precies hetzelfde blijven als toen we ze achterlieten. Het besef dat het leven thuis nu anders is, dat de wereld verder is gegaan zonder ons, en het proces van opnieuw aanpassen aan deze nieuwe omstandigheden en het actualiseren van onze nieuwe percepties over de wereld met onze oude manier van leven veroorzaakt ongemak en psychologische angst.

## Gevolgen
Er zijn drie basisuitkomsten van de afstellingsfase:
- Sommige mensen vinden het onmogelijk om de vreemde cultuur te accepteren en te integreren . Ze isoleren zich van de omgeving van het gastland, die ze als vijandig gaan ervaren, trekken zich terug in een (vaak mentale) 'getto' en zien terugkeer naar hun eigen cultuur als de enige uitweg. Deze groep wordt ook wel "Weigeraars" genoemd en omvat ongeveer 60% van de expats. Deze "Weigeraars" hebben ook de grootste problemen om na terugkeer thuis te re-integreren.
- Sommige mensen integreren volledig en nemen alle delen van de gastcultuur over terwijl ze hun oorspronkelijke identiteit verliezen. Dit wordt culturele assimilatie genoemd. Normaal gesproken blijven ze voor altijd in het gastland. Deze groep wordt ook wel "adopters" genoemd en omvat ongeveer 10% van de immigranten.
- Sommige mensen slagen erin zich aan te passen aan de aspecten van de gastcultuur die zij als positief beschouwen, terwijl ze een deel van hun eigen cultuur behouden en hun unieke mix creëren. Ze hebben geen grote problemen om naar huis terug te keren of elders te verhuizen. Deze groep kan als kosmopolitisch worden beschouwd. Ongeveer 30% van de immigranten behoort tot deze groep.

Cultuurschok heeft veel verschillende effecten, tijdspannes en gradaties van ernst. Veel mensen worden gehinderd door de schok en begrijpen niet waarom ze hinder ervaren.
Er zijn aanwijzingen dat de psychologische invloed van cultuurshock ook fysiologische implicaties kan hebben. De psychosociale stress die tijdens deze omstandigheden wordt ervaren, hangt bijvoorbeeld samen met een vroeg begin van de puberteit.

## Overgangsschok

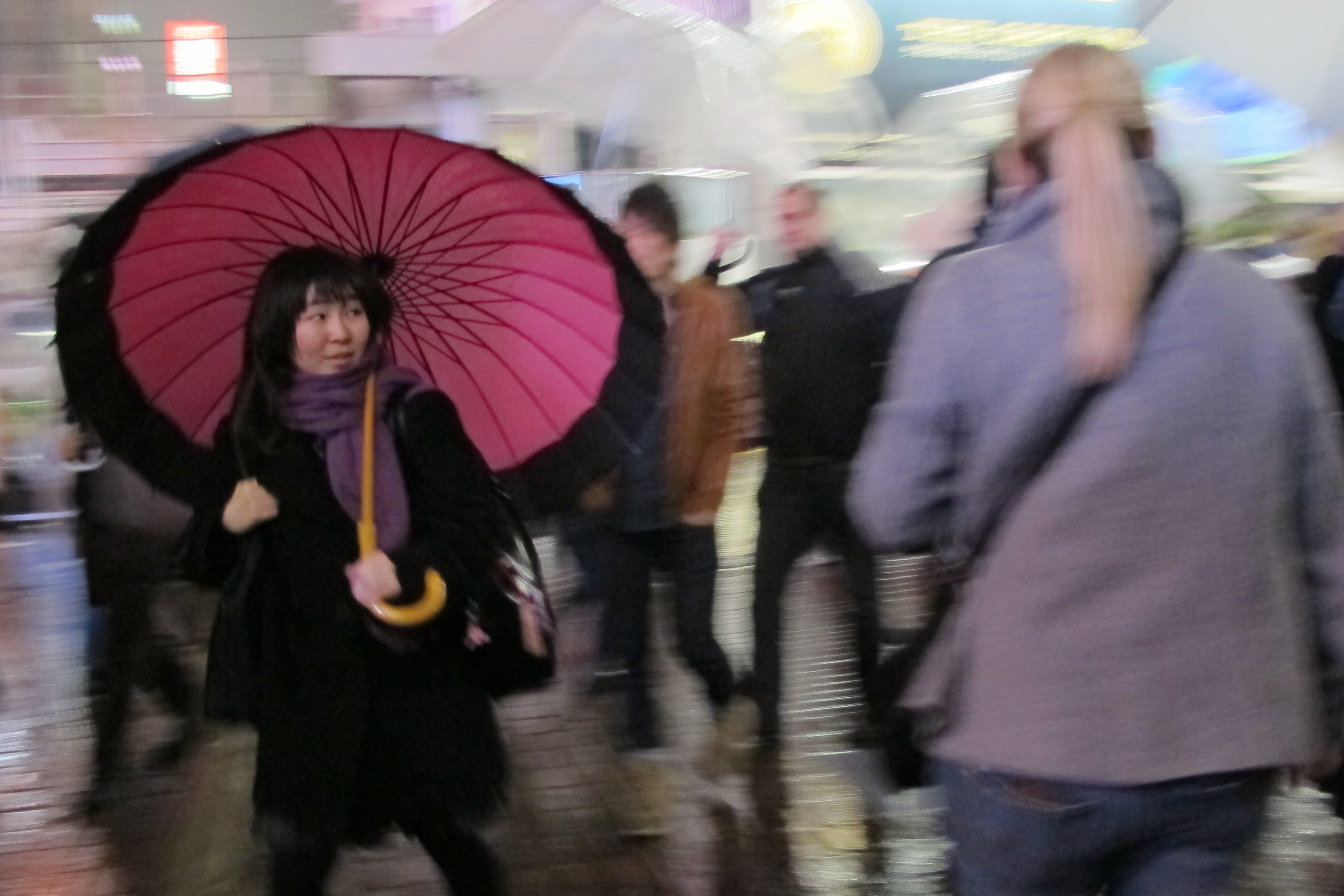
Een lokale vrouw betrapt een buitenlander tijdens de avondspits in Japan

Cultuurschok is een subcategorie van een meer universele constructie die overgangsschok wordt genoemd. Overgangsschok is een toestand van verlies en desoriëntatie die wordt veroorzaakt door een verandering in iemands vertrouwde omgeving die aanpassing vereist. Er zijn veel symptomen van overgangsschok, waaronder:
- Woede
- Verveling
- Dwangmatig eten/drinken/gewichtstoename
- Verlangen naar huis en oude vrienden
- Overmatige bezorgdheid over netheid
- Overmatig slapen
- Gevoelens van hulpeloosheid en teruggetrokkenheid
- Aan één ding "vastzitten".
- Wezenloze blik
- Heimwee
- Vijandigheid jegens gastbevolking
- Impulsiviteit
- Prikkelbaarheid
- Stemmingswisselingen
- Fysiologische stressreacties
- Stereotypering van gastbevolking
- Suïcidale of fatalistische gedachten
- Onttrekking